# Rolf Johansson (fotbollsspelare)
Rolf Otto Evald Johansson, född 30 augusti 1936 i Johannebergs församling i Göteborg, är en svensk före detta amatörboxare i lätt tungvikt och fotbollsspelare som i fotboll representerade både IFK Göteborg och Gais på 1950-talet. Han är bror till Ingemar Johansson.
Johansson tävlade som boxare för Redbergslids BK och tog SM-silver i boxning 1956 och 1959. Han var regelbunden sparringpartner till Ingemar under dennes karriär. Han var även en duktig fotbollsspelare, och spelade först för IFK Göteborg, där han spelade 3 allsvenska matcher (1 mål) säsongen 1955/1956, och därefter för Gais, där han spelade 3 allsvenska matcher (0 mål) säsongen 1957/1958.